# Amagnétique
Cet article court présente un sujet plus développé dans : Magnétisme, Diamagnétisme et Paramagnétisme.
Au sens strict, un matériau amagnétique est un matériau sans propriétés magnétiques, mais un tel matériau n'existe pas. En pratique, on qualifie d'amagnétique un matériau qui n'est (quasiment) pas attiré ni repoussé par un aimant. En termes plus scientifiques, un matériau amagnétique est un matériau dont la susceptibilité magnétique est faible ou très faible, donc un matériau paramagnétique ou, mieux, diamagnétique.